# 潘岳 (1960年)
潘岳（1960年4月—），江苏省南京市人，中华人民共和国政治人物。曾任中央社会主义学院党组书记（正部长级）、第一副院长，国务院侨务办公室主任，现任中共中央统战部副部长，国家民族事务委员会党组书记、主任。中共第十九届中央委员会候补委员、第二十届中央委员。

## 简历
1976年，时年十六岁的潘岳就参加了中国人民解放军；在陆军第三十八集团军、铁道兵第十三师服役。
1982年退役后，被分配到《经济日报》任资料员；而后还在《中国环境报》社当记者。退役后的十多年间，潘岳的工作变动得很频繁；曾工作过的部门和工作领域也各有不同。1986年，他就曾转任国家空中交通管制局，担任研究室副主任，还兼任机关共青团委书记。1988年间，潘岳则又在中共北京市房山区委短暂任职，曾担任外联处处长，兼外经委副主任。同年的12月，潘岳又回到了新闻界，出任《中国技术监督报》社副总编辑；一年后，又转任《中国青年报》社副总编辑。
1993年2月，潘岳进入共青团中央，出任中国青年研究中心主任。1994年5月，被任命为国家国有资产管理局副局长。
1998年，时年38岁的潘岳出任国家技术质量监督局副局长，成为当时中国最年轻的副部级官员之一。2000年，任国务院经济体制改革办公室副主任。期间，潘岳自1999年9月起攻读华中师范大学在职研究生，2002年6月获历史学博士学位，专业为中国近现代史，学位论文题目为《中国西部移民屯垦的历史与现实研究》，导师为章开沅、马敏。
2003年3月，任国家环境保护总局副局长，党组成员兼新闻发言人。2008年，国家环境保护总局升格为中华人民共和国环境保护部，潘岳任环保部副部长。2015年8月，出任空缺长达8年的环保部党组副书记。
2016年3月，转任中央社会主义学院党组书记（正部长级）、第一副院长。2020年10月，出任中共中央统战部副部长、国务院侨务办公室主任。2017年10月，中国共产党第十九次全国代表大会上当选中国共产党第十九届中央委员会候补委员。2021年7月，不再兼任中央社会主义学院第一副院长。
2022年6月18日，潘岳接替陈小江出任国家民族事务委员会党组书记。6月24日，获任命为国家民族事务委员会主任。

## 家庭
潘岳的父亲潘田，是原中国人民解放军铁道兵司令部副参谋长兼总工程师；曾历任苏南区《苏南日报》社记者、华东军区兵站部交通学校教育科科长、铁道兵团第三师总工程师、铁道兵干部学校副校长兼训练部长、铁道兵学院副院长兼训练部长、铁道兵司令部副总工程师、铁道兵司令部总工程师、铁道兵司令部副参谋长兼总工程师等职。他的母亲周兰，生前是解放军的一位知名军医。
潘岳的前妻是原中共中央政治局常委、中央軍委副主席劉華清上將的女兒劉超英，但两人後來離婚。

## 政坛新星
六四事件之后，他曾主持撰写了《苏联剧变之后中国的现实应对与战略选择》一文，主张中国共产党完成“从革命党向执政党的转变”。2001年，潘岳又发表了一份类似的题为《对从革命党向执政党转变的思考》的报告，作为内部文件直接供中共中央最高领导人作为决策参考，此事让他获得“中共政改标签”、“当代康（有为）梁（启超）”的称号，也导致他从国务院经济体制改革办公室副主任调任国家环保总局。同年，潘岳在华夏时报等多家报纸发表《马克思主义宗教观必须与时俱进》一文，其中有“要用马克思、恩格斯的‘反映论’，取代列宁的‘鸦片麻醉论’”、“我们不能再仅仅用无神论观点来看待宗教功能”、“我们不能再将宗教与科学简单对立”、“无论外来宗教如何强势，凡进入中国，都会与大中华文化相融”等主张，后遭到方舟子等人的批判。
在国家环境保护总局任职期间潘岳因行事高调，频频掀起“环评风暴”而广受关注。曾提出“环保社会主义”理论，一般人认为这是欧洲绿党的理念在中国的借鉴。2010年潘岳因推動環境保護的貢獻獲得菲律賓的拉蒙·麦格塞塞奖，但因正逢馬尼拉人質事件，中菲關係緊張，潘岳未出席頒獎典禮。
任中央社会主义学院（中华文化学院）党组书记、第一副院长期间，潘岳主张中华文明为人类文明贡献了独特的“大一统”理念，具有接纳吸收外来思想的“包容性”以及绝少主动挑起大规模对外战争的“内敛性”。2020年，潘岳在中央社会主义学院以“铸牢中华民族共同体意识”为题上党课，其中指出必须完善民族区域自治制度，逐步将“民族优惠政策”转向“区域优惠政策”，将“民族身分政策”转向“公民身分政策”，将针对特定少数民族的优惠转向该地区所有公民的优惠，并及时修订法律法规中不利于民族交融的相关条款等内容。
此外，他曾写过多部关于中华民族发展史的著作，还曾为中央社会主义学院编撰的“中西文明互鉴丛书”第三册作序《中国五胡入华与欧洲蛮族入侵》，但在他的笔下都会基于“大一统国家”理论，将历史事件“五胡乱华”称为“五胡入华”。